# Polyclysta subflava
Polyclysta subflava är en fjärilsart som beskrevs av W. Warren 1907. Polyclysta subflava ingår i släktet Polyclysta och familjen mätare. Inga underarter finns listade i Catalogue of Life.